# Robert L. Bailey
Robert L. „Bob“ Bailey (* 7. August 1889 im Knott County, Kentucky; † 23. Dezember 1957 in Russellville, Arkansas) war ein US-amerikanischer Politiker. Zwischen 1937 und 1943 war er Vizegouverneur des Bundesstaates Arkansas.

## Werdegang
Robert Bailey besuchte die öffentlichen Schulen seiner Heimat. Nach einem anschließenden Jurastudium bei seinem Vater, einem Bezirksrichter, am Wesleyan College in Winchester sowie der University of Michigan in Ann Arbor und seiner 1912 erfolgten Zulassung als Rechtsanwalt begann er in diesem Beruf zu arbeiten. Seit 1909 lebte er in Arkansas. Politisch schloss er sich der Demokratischen Partei an. Im Jahr 1919 sowie von 1931 bis 1935 war er juristischer Vertreter der Stadt Russellville. Seit 1922 gehörte er dem Senat von Arkansas an. Zeitweise war er dessen amtierender Präsident (President Pro Tempore).
1936 wurde Robert Bailey an der Seite von Carl Edward Bailey, mit dem er nicht verwandt war, zum Vizegouverneur von Arkansas gewählt. Dieses Amt bekleidete er zwischen 1937 und 1943. Dabei war er Stellvertreter des Gouverneurs und Vorsitzender des Staatssenats. Seit 1941 diente er unter dem neuen Gouverneur Homer Martin Adkins. Als Vizegouverneur musste er oft den abwesenden Gouverneur vertreten. Nach seiner Zeit als Vizegouverneur praktizierte Bailey wieder als Anwalt. Er bekleidete noch einige regionale Ämter und starb am 23. Dezember 1957 in Russellville.